# Пожари в Уестминстърския дворец
Уестминстърският дворец е претърпял няколко пожара, включително 2 големи (когато е седалище на парламента).
Първият голям пожар от 1834 г. на практика унищожава всичко без Уестминстърската зала. Вторият голям пожар от 1941 г. е причинен от германските бомбардировки по време на Втората световна война и причинява само частични разрушения.

## Пожар от 1512 г.
Дворецът става официално седалище на Английския парламент, след като крал Хенри VIII го напуска като кралска резиденция след пожар през 1512 г.

## Пожар от 1834 г.
Първият пожар – през 1834 г., е причинен от унищожаването на дървени плочки, на които е записвана различна информация. Уестминстърският дворец е построен отново по модела на Чарлз Бари с неоготически детайли на А. У. Н. Пугин. Отворен е през 1844 г. Сградата е един от символите на Лондон.

## Пожар от 1941 г.
Дворецът е сериозно повреден от пожар още веднъж – в нощта на 10 май 1941 г. По време на въздушна атака същата нощ германски бомбардировачи атакуват Лондон с възпламеняващи се бомби, някои от които подпалват помещенията на Камарата на общините. Огънят унищожава вътрешността и предизвиква срутване на покрива, причинявайки големи щети на сградата, а така също и смъртта на 3 служители.
Други части също са сериозно повредени, но Камарата на лордовете и Уестминстърската зала оцеляват. Следват още 14 удара върху сградата, последният от които през 1944 г. Камарата на общините е построена отново по модела на старата сграда и е отворена през 1950 г.